# Оливери
Оливери (итал. Oliveri) — коммуна в Италии, располагается в регионе Сицилия, подчиняется административному центру Мессина.
Население составляет 2071 человек, плотность населения составляет 207 чел./км². Занимает площадь 10 км². Почтовый индекс — 98060. Телефонный код — 0941.
Покровителем коммуны почитается святой Иосиф Обручник, празднование во второе воскресение октября.